# Bochnatka americká
Bochnatka americká (Pectinatella magnifica) je druh mechovky z rodu bochnatky, která žije ve sladké čisté vodě. Jednotliví živočichové vytvářejí obrovské kolonie vypadající jako slizké gelové koule, které mohou dorůstat přibližně velikosti až fotbalového míče a vážit až několik kilogramů. Při přímém kontaktu člověka s kolonií bochnatky nebylo prokázáno žádné nebezpečí pro lidské zdraví.
Bochnatka americká původně pochází z Ameriky, ale úspěšně se šíří po celém světě a převážně v posledních letech i napříč Českem, kde byla pozorována převážně od roku 2003 v oblasti jižních Čech (Třeboňsko). Na území Česka byla poprvé zpozorována v roce 1922. Do budoucnosti odborníci předpokládají, že se na území zmiňovaného státu bude i nadále šířit a zasahovat větší oblasti.
Bochnatka obývá pouze čisté vody, kde se zachytává na kořenech stromů, rákosí, větvích či lodích a terasách. Ke svému úspěšnému životu potřebuje vodu o teplotě vyšší než 20 °C, proto se v Česku objevuje pouze mezi polovinou června až do září, kdy se velké kolonie rozpadají.

## Potrava
Na povrchu kolonie se nachází jednotliví jedinci tzv. zoidi, kteří jsou seskupeni do roset. Každý jedinec má drobná chapadélka, kterými kmitá a nahání si tak potravu v podobě jednoduchých organismů tvořící vodní plankton (prvoky, sinice a řasy).

## Výskyt a šíření
Bochnatka americká je původně severoamerický druh, který byl prvně popsán v roce 1851 v okolí amerického města Filadelfie. Předpokládá se, že následkem lodní dopravy byla jako invazivní druh zavlečena do Evropy, kde byla poprvé spatřena již v roce 1883 v okolí německého města Hamburk. V roce 1922 byla následně poprvé zpozorována v Česku a do roku 1952 byl znám její výskyt celkem už na 12 lokalitách na Labi a Vltavě. Následně na konci 20. století a začátku 21. století došlo k jejímu rychlému rozšíření na další lokality v Česku. Její rychlé rozšíření se spojuje s nárůstem průměrných teplot vody, které nyní častěji přesahují 20 °C, které bochnatka pro svůj život potřebuje. Často obývá pískovny na Třeboňsku, ale je znám výskyt i například na Orlíku, Slapech, Lipenské přehradě, Lužnici pod Táborem či v rybníku Velké Dářko u Žďáru nad Sázavou.
V současnosti v Česku probíhá výzkum dopadu bochnatky americké na místní ekosystémy, jelikož jako invazivní druh může snadno narušit křehkou rovnováhu.

## Rozmnožování

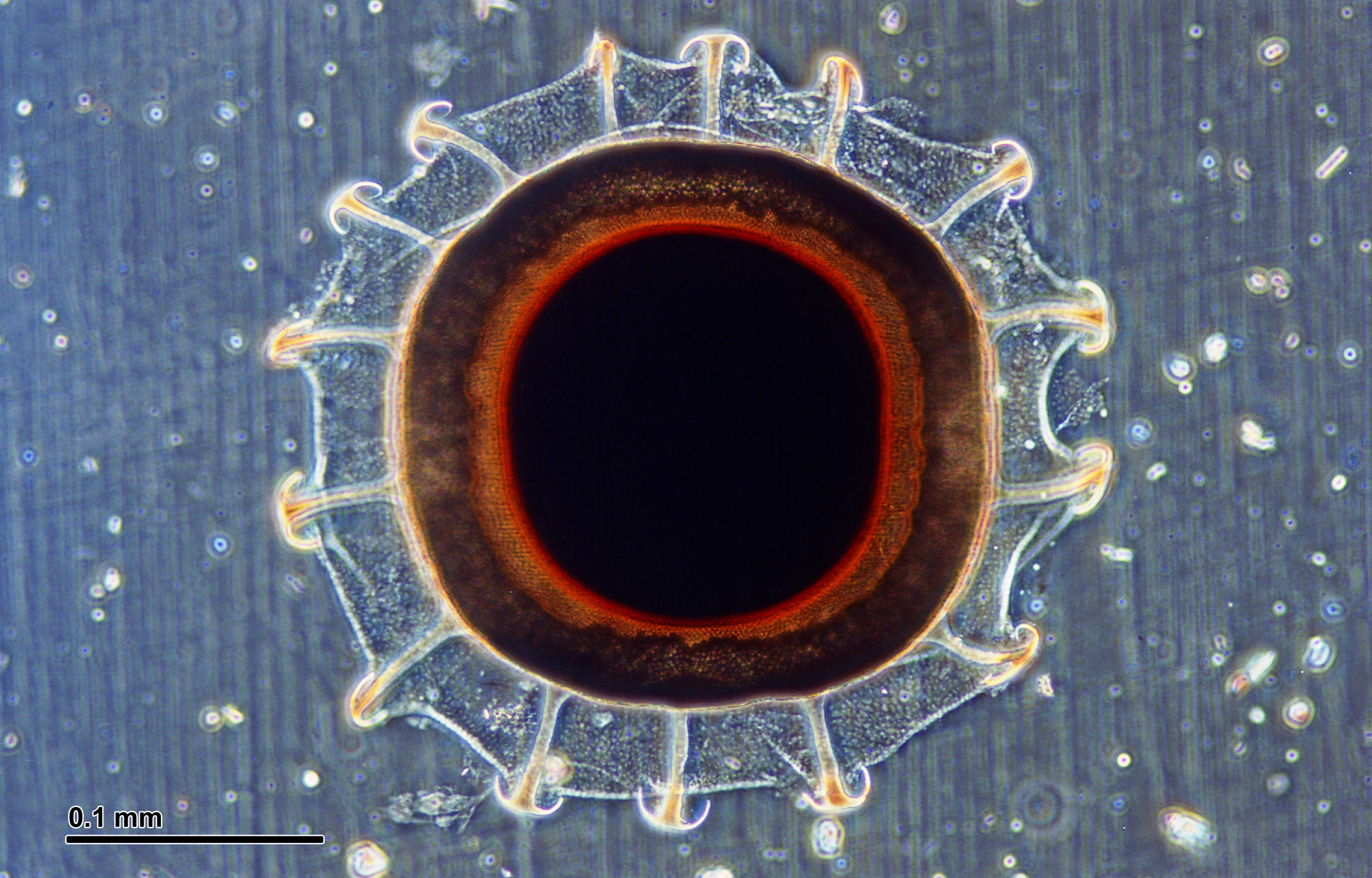
Statoblast bochnatky americké

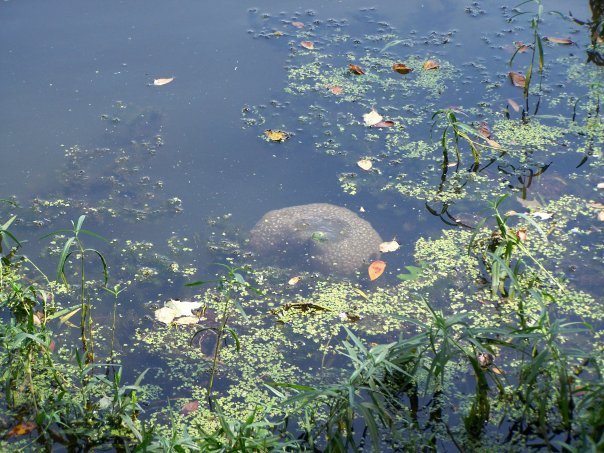
Pohled na bochnatku americkou ponořenou ve vodě ze břehu

Bochnatka se rozmnožuje nepohlavně, převážně pučením. V době, kdy začne klesat teplota vody, začnou vznikat tzv. statoblasty, které umožňují přežití kolonie do další sezóny. Tyto drobné černé vnitřní pupeny chráněné silnou chitinovou stěnou jsou vybaveny háčky umožňujícími snadné přichycení na okolní předměty. Statoblasty následně po uvolnění plavou volně ve vodě, kde se často přichytávají na peří vodního ptactva, které je roznáší do širokého okolí i na velké vzdálenosti.

## Paraziti
V Kanadě jsou jako paraziti bochnatek popsány mikrosporidie Trichonosema pectinatellae a Trichonosema algonquinensis.